# 힐렐 슬로박
힐렐 슬로박(Hillel Slovak, 1962년 4월 3일 ~ 1988년 6월 25일)은 미국의 기타리스트로, 레드 핫 칠리 페퍼스의 일원이였다. 약물 중독에 의해 사망하였다.